# Myrmarachne bengalensis
Myrmarachne bengalensis este o specie de păianjeni din genul Myrmarachne, familia Salticidae, descrisă de Tikader, 1973. Conform Catalogue of Life specia Myrmarachne bengalensis nu are subspecii cunoscute.